# Arctesthes catapyrrha
Arctesthes catapyrrha är en fjärilsart som beskrevs av Butler 1877. Arctesthes catapyrrha ingår i släktet Arctesthes och familjen mätare. Inga underarter finns listade i Catalogue of Life.